# Puchar Świata w saneczkarstwie 2024/2025
Puchar Świata w saneczkarstwie 2024/2025 – 48. sezon Pucharu Świata w saneczkarstwie. Rywalizacja rozpoczęła się 30 listopada 2024 roku w Lillehammer. Ostatnie zawody z tego cyklu zostały rozegrane 23 lutego 2025 roku na torze w chińskim Yanqing.
Rozegranych zostało 47 konkursów: po 9 konkursów indywidualnych kobiet, mężczyzn oraz dwójek kobiet i mężczyzn, po 3 zawody jedynek mieszanych oraz dwójek mieszanych, a także 5 zawodów sztafet mieszanych (zawody w Igls zostały odwołane).
Od tego sezonu wprowadzono konkursy jedynek mieszanych oraz dwójek mieszanych, natomiast zrezygnowano z rozgrywania sprintów.
Podczas sezonu 2024/2025 odbyły się dwie imprezy, na których rozdane zostały medale. Podczas zawodów Pucharu Świata w niemieckim Winterbergu odbyły się jednocześnie mistrzostwa Europy, natomiast główną imprezą tego sezonu były rozegrane na początku lutego mistrzostwa świata w kanadyjskim Whistler.

## Kalendarz Pucharu Świata
| Lp. | Data                          | Miejscowość | Konkurencja                                  | 1. miejsce | 2. miejsce | 3. miejsce |
| --- | ----------------------------- | ----------- | -------------------------------------------- | --- | --- | --- |
| 1.  | 30 listopada - 1 grudnia 2024 | Lillehammer | Jedynki kobiet                               | Julia Taubitz                                                                                                   | Emily Sweeney                                                                                                 | Lisa Schulte |
| 1.  | 30 listopada - 1 grudnia 2024 | Lillehammer | Jedynki mężczyzn                             | Max Langenhan                                                                                                   | Wolfgang Kindl                                                                                                | Felix Loch |
| 1.  | 30 listopada - 1 grudnia 2024 | Lillehammer | Dwójki kobiet                                | Chevonne Forgan Sophia Kirkby                                                                                   | Jessica Degenhardt Cheyenne Rosenthal                                                                         | Marta Robežniece Kitija Bogdanova                                                                                             |
| 1.  | 30 listopada - 1 grudnia 2024 | Lillehammer | Dwójki mężczyzn                              | Toni Eggert Florian Müller                                                                                      | Mārtiņš Bots Roberts Plūme                                                                                    | Thomas Steu Wolfgang Kindl |
| 1.  | 30 listopada - 1 grudnia 2024 | Lillehammer | Jedynki mieszane                             | Niemcy I Max Langenhan · Julia Taubitz                                                                          | Stany Zjednoczone I Jonathan Gustafson · Emily Sweeney                                                        | Niemcy II Felix Loch · Merle Fräbel                                                                                           |
| 1.  | 30 listopada - 1 grudnia 2024 | Lillehammer | Dwójki mieszane                              | Niemcy II Tobias Wendl · Tobias Arlt · Dajana Eitberger · Magdalena Matschina                                   | Łotwa I Mārtiņš Bots · Roberts Plūme · Marta Robežniece · Kitija Bogdanova                                    | Stany Zjednoczone Marcus Mueller · Ansel Haugsjaa · Chevonne Forgan · Sophia Kirkby                                           |
| 2.  | 7–8 grudnia 2024              | Igls        | Jedynki kobiet                               | Madeleine Egle                                                                                                  | Julia Taubitz                                                                                                 | Lisa Schulte |
| 2.  | 7–8 grudnia 2024              | Igls        | Jedynki mężczyzn                             | Nico Gleirscher                                                                                                 | Jonas Müller                                                                                                  | David Gleirscher |
| 2.  | 7–8 grudnia 2024              | Igls        | Dwójki kobiet                                | Selina Egle Lara Kipp                                                                                           | Jessica Degenhardt Cheyenne Rosenthal                                                                         | Anda Upīte Zane Kaluma |
| 2.  | 7–8 grudnia 2024              | Igls        | Dwójki mężczyzn                              | Mārtiņš Bots Roberts Plūme                                                                                      | Toni Eggert Florian Müller                                                                                    | Thomas Steu Wolfgang Kindl |
| 2.  | 7–8 grudnia 2024              | Igls        | Sztafeta mieszana                            | Odwołano | Odwołano | Odwołano |
| 3.  | 14–15 grudnia 2024            | Oberhof I   | Jedynki kobiet                               | Madeleine Egle                                                                                                  | Lisa Schulte                                                                                                  | Julia Taubitz |
| 3.  | 14–15 grudnia 2024            | Oberhof I   | Jedynki mężczyzn                             | Jonas Müller | Nico Gleirscher                                                                                               | David Gleirscher |
| 3.  | 14–15 grudnia 2024            | Oberhof I   | Dwójki kobiet                                | Selina Egle Lara Kipp                                                                                           | Jessica Degenhardt Cheyenne Rosenthal                                                                         | Chevonne Forgan Sophia Kirkby                                                                                                 |
| 3.  | 14–15 grudnia 2024            | Oberhof I   | Dwójki mężczyzn                              | Hannes Orlamünder Paul Gubitz                                                                                   | Tobias Wendl Tobias Arlt                                                                                      | Thomas Steu Wolfgang Kindl |
| 3.  | 14–15 grudnia 2024            | Oberhof I   | Sztafeta mieszana                            | Austria Madeleine Egle · Thomas Steu · Wolfgang Kindl · Jonas Müller · Selina Egle · Lara Kipp                  | Niemcy Julia Taubitz · Hannes Orlamünder · Paul Gubitz · Felix Loch · Jessica Degenhardt · Cheyenne Rosenthal | Włochy Verena Hofer · Ivan Nagler · Fabian Malleier · Dominik Fischnaller · Andrea Vötter · Marion Oberhofer                  |
| 4.  | 4–5 stycznia 2025             | Sigulda     | Jedynki kobiet                               | Elīna Ieva Bota                                                                                                 | Merle Fräbel                                                                                                  | Lisa Schulte |
| 4.  | 4–5 stycznia 2025             | Sigulda     | Jedynki mężczyzn                             | Nico Gleirscher                                                                                                 | Kristers Aparjods                                                                                             | Max Langenhan |
| 4.  | 4–5 stycznia 2025             | Sigulda     | Dwójki kobiet                                | Selina Egle Lara Kipp                                                                                           | Chevonne Forgan Sophia Kirkby                                                                                 | Marta Robežniece Kitija Bogdanova                                                                                             |
| 4.  | 4–5 stycznia 2025             | Sigulda     | Dwójki mężczyzn                              | Tobias Wendl Tobias Arlt                                                                                        | Mārtiņš Bots Roberts Plūme                                                                                    | Yannick Müller Armin Frauscher                                                                                                |
| 4.  | 4–5 stycznia 2025             | Sigulda     | Sztafeta mieszana                            | Niemcy Merle Fräbel · Tobias Wendl · Tobias Arlt · Max Langenhan · Jessica Degenhardt · Cheyenne Rosenthal      | Austria Lisa Schulte · Yannick Müller · Armin Frauscher · Nico Gleirscher · Selina Egle · Lara Kipp           | Ukraina Julianna Tunyćka · Ihor Hoj · Nazarij Kaczmar · Andrij Mandzij · Ołena Steckiw · Ołeksandra Moch                      |
| 5.  | 11–12 stycznia 2025           | Altenberg   | Jedynki kobiet                               | Madeleine Egle                                                                                                  | Anna Berreiter                                                                                                | Merle Fräbel |
| 5.  | 11–12 stycznia 2025           | Altenberg   | Jedynki mężczyzn                             | Max Langenhan                                                                                                   | Felix Loch | Dominik Fischnaller |
| 5.  | 11–12 stycznia 2025           | Altenberg   | Dwójki kobiet                                | Selina Egle Lara Kipp                                                                                           | Jessica Degenhardt Cheyenne Rosenthal                                                                         | Chevonne Forgan Sophia Kirkby                                                                                                 |
| 5.  | 11–12 stycznia 2025           | Altenberg   | Dwójki mężczyzn                              | Mārtiņš Bots Roberts Plūme                                                                                      | Tobias Wendl Tobias Arlt                                                                                      | Yannick Müller Armin Frauscher                                                                                                |
| 5.  | 11–12 stycznia 2025           | Altenberg   | Sztafeta mieszana                            | Łotwa Kendija Aparjode · Mārtiņš Bots · Roberts Plūme · Kristers Aparjods · Marta Robežniece · Kitija Bogdanova | Niemcy Anna Berreiter · Tobias Wendl · Tobias Arlt · Max Langenhan · Jessica Degenhardt · Cheyenne Rosenthal  | Stany Zjednoczone Ashley Farquharson · Marcus Mueller · Ansel Haugsjaa · Jonathan Gustafson · Chevonne Forgan · Sophia Kirkby |
| ME  | 18–19 stycznia 2025           | Winterberg  | 56. Mistrzostwa Europy w Saneczkarstwie 2025 | 56. Mistrzostwa Europy w Saneczkarstwie 2025                                                                    | 56. Mistrzostwa Europy w Saneczkarstwie 2025                                                                  | 56. Mistrzostwa Europy w Saneczkarstwie 2025                                                                                  |
| 6.  | 18–19 stycznia 2025           | Winterberg  | Jedynki kobiet                               | Julia Taubitz                                                                                                   | Madeleine Egle                                                                                                | Emily Sweeney |
| 6.  | 18–19 stycznia 2025           | Winterberg  | Jedynki mężczyzn                             | Jonas Müller | Max Langenhan                                                                                                 | Nico Gleirscher |
| 6.  | 18–19 stycznia 2025           | Winterberg  | Dwójki kobiet                                | Selina Egle Lara Kipp                                                                                           | Jessica Degenhardt Cheyenne Rosenthal                                                                         | Andrea Vötter Marion Oberhofer                                                                                                |
| 6.  | 18–19 stycznia 2025           | Winterberg  | Dwójki mężczyzn                              | Tobias Wendl Tobias Arlt                                                                                        | Juri Gatt Riccardo Schöpf                                                                                     | Yannick Müller Armin Frauscher                                                                                                |
| 6.  | 18–19 stycznia 2025           | Winterberg  | Sztafeta mieszana                            | Austria Madeleine Egle · Juri Gatt · Riccardo Schöpf · Jonas Müller · Selina Egle · Lara Kipp                   | Niemcy Julia Taubitz · Tobias Wendl · Tobias Arlt · Max Langenhan · Jessica Degenhardt · Cheyenne Rosenthal   | Włochy Verena Hofer · Ivan Nagler · Fabian Malleier · Dominik Fischnaller · Andrea Vötter · Marion Oberhofer                  |
| 7.  | 25-26 stycznia 2025           | Oberhof II  | Jedynki kobiet                               | Madeleine Egle                                                                                                  | Julia Taubitz                                                                                                 | Natalie Maag |
| 7.  | 25-26 stycznia 2025           | Oberhof II  | Jedynki mężczyzn                             | Max Langenhan                                                                                                   | Felix Loch | Wolfgang Kindl |
| 7.  | 25-26 stycznia 2025           | Oberhof II  | Dwójki kobiet                                | Selina Egle Lara Kipp                                                                                           | Jessica Degenhardt Cheyenne Rosenthal                                                                         | Dajana Eitberger Magdalena Matschina                                                                                          |
| 7.  | 25-26 stycznia 2025           | Oberhof II  | Dwójki mężczyzn                              | Tobias Wendl Tobias Arlt                                                                                        | Hannes Orlamünder Paul Gubitz                                                                                 | Thomas Steu Wolfgang Kindl |
| 7.  | 25-26 stycznia 2025           | Oberhof II  | Jedynki mieszane                             | Niemcy II Felix Loch · Merle Fräbel                                                                             | Niemcy I Max Langenhan · Julia Taubitz                                                                        | Austria II Nico Gleirscher · Lisa Schulte                                                                                     |
| 7.  | 25-26 stycznia 2025           | Oberhof II  | Dwójki mieszane                              | Niemcy I Tobias Wendl · Tobias Arlt · Jessica Degenhardt · Cheyenne Rosenthal                                   | Austria Thomas Steu · Wolfgang Kindl · Selina Egle · Lara Kipp                                                | Włochy I Ivan Nagler · Fabian Malleier · Andrea Vötter · Marion Oberhofer                                                     |
| MŚ  | 6–8 lutego 2025               | Whistler    | 53. Mistrzostwa Świata w Saneczkarstwie 2025 | 53. Mistrzostwa Świata w Saneczkarstwie 2025                                                                    | 53. Mistrzostwa Świata w Saneczkarstwie 2025                                                                  | 53. Mistrzostwa Świata w Saneczkarstwie 2025                                                                                  |
| 8.  | 15-16 lutego 2025             | Pjongczang  | Jedynki kobiet                               | Lisa Schulte | Merle Fräbel                                                                                                  | Hannah Prock |
| 8.  | 15-16 lutego 2025             | Pjongczang  | Jedynki mężczyzn                             | Wolfgang Kindl                                                                                                  | Dominik Fischnaller                                                                                           | Kristers Aparjods |
| 8.  | 15-16 lutego 2025             | Pjongczang  | Dwójki kobiet                                | Jessica Degenhardt Cheyenne Rosenthal                                                                           | Selina Egle Lara Kipp                                                                                         | Dajana Eitberger Magdalena Matschina                                                                                          |
| 8.  | 15-16 lutego 2025             | Pjongczang  | Dwójki mężczyzn                              | Thomas Steu Wolfgang Kindl                                                                                      | Toni Eggert Florian Müller                                                                                    | Tobias Wendl Tobias Arlt |
| 8.  | 15-16 lutego 2025             | Pjongczang  | Jedynki mieszane                             | Austria II Wolfgang Kindl · Lisa Schulte                                                                        | Niemcy I Max Langenhan · Merle Fräbel                                                                         | Niemcy II Felix Loch · Julia Taubitz                                                                                          |
| 8.  | 15-16 lutego 2025             | Pjongczang  | Dwójki mieszane                              | Niemcy I Toni Eggert · Florian Müller · Jessica Degenhardt · Cheyenne Rosenthal                                 | Austria Thomas Steu · Wolfgang Kindl · Selina Egle · Lara Kipp                                                | Niemcy II Tobias Wendl · Tobias Arlt · Dajana Eitberger · Magdalena Matschina                                                 |
| 9.  | 22–23 lutego 2025             | Yanqing     | Jedynki kobiet                               | Julia Taubitz                                                                                                   | Natalie Maag                                                                                                  | Merle Fräbel |
| 9.  | 22–23 lutego 2025             | Yanqing     | Jedynki mężczyzn                             | Max Langenhan                                                                                                   | Jonas Müller                                                                                                  | David Gleirscher |
| 9.  | 22–23 lutego 2025             | Yanqing     | Dwójki kobiet                                | Selina Egle Lara Kipp                                                                                           | Jessica Degenhardt Cheyenne Rosenthal                                                                         | Anda Upīte Zane Kaluma |
| 9.  | 22–23 lutego 2025             | Yanqing     | Dwójki mężczyzn                              | Tobias Wendl Tobias Arlt                                                                                        | Mārtiņš Bots Roberts Plūme                                                                                    | Toni Eggert Florian Müller |
| 9.  | 22–23 lutego 2025             | Yanqing     | Sztafeta mieszana                            | Austria Lisa Schulte · Juri Gatt · Riccardo Schöpf · Jonas Müller · Selina Egle · Lara Kipp                     | Niemcy Merle Fräbel · Tobias Wendl · Tobias Arlt · Max Langenhan · Jessica Degenhardt · Cheyenne Rosenthal    | Stany Zjednoczone Ashley Farquharson · Zack DiGregorio · Sean Hollander · Tucker West · Chevonne Forgan · Sophia Kirkby       |

## Klasyfikacje

### Jedynki kobiet
| Miejsce | Zawodniczka        | Reprezentacja     | Punkty |
| ------- | ------------------ | ----------------- | ------ |
| 1.      | Julia Taubitz      | Niemcy            | 657    |
| 2.      | Madeleine Egle     | Austria           | 629    |
| 3.      | Lisa Schulte       | Austria           | 620    |
| 4.      | Merle Fräbel       | Niemcy            | 582    |
| 5.      | Natalie Maag       | Szwajcaria        | 454    |
| 6.      | Anna Berreiter     | Niemcy            | 426    |
| 7.      | Ashley Farquharson | Stany Zjednoczone | 400    |
| 8.      | Kendija Aparjode   | Łotwa             | 375    |
| 9.      | Barbara Allmaier   | Austria           | 365    |
| 10.     | Elīna Ieva Bota    | Łotwa             | 302    |
|         |                    |                   |        |
| 22.     | Klaudia Domaradzka | Polska            | 138    |

### Jedynki mężczyzn
| Miejsce | Zawodnik            | Reprezentacja | Punkty |
| ------- | ------------------- | ------------- | ------ |
| 1.      | Max Langenhan       | Niemcy        | 716    |
| 2.      | Nico Gleirscher     | Austria       | 613    |
| 3.      | Felix Loch          | Niemcy        | 547    |
| 4.      | Jonas Müller        | Austria       | 545    |
| 5.      | Wolfgang Kindl      | Austria       | 523    |
| 6.      | Dominik Fischnaller | Włochy        | 506    |
| 7.      | Kristers Aparjods   | Łotwa         | 477    |
| 8.      | David Gleirscher    | Austria       | 472    |
| 9.      | Timon Grancagnolo   | Niemcy        | 338    |
| 10.     | Gints Bērziņš       | Łotwa         | 295    |
|         |                     |               |        |
| 20.     | Mateusz Sochowicz   | Polska        | 193    |
| 36.     | Arkadiusz Trojga    | Polska        | 40     |

### Dwójki kobiet
| Miejsce | Zawodniczki                           | Reprezentacja     | Punkty |
| ------- | ------------------------------------- | ----------------- | ------ |
| 1.      | Selina Egle Lara Kipp                 | Austria           | 835    |
| 2.      | Jessica Degenhardt Cheyenne Rosenthal | Niemcy            | 745    |
| 3.      | Chevonne Forgan Sophia Kirkby         | Stany Zjednoczone | 601    |
| 4.      | Anda Upīte Zane Kaluma                | Łotwa             | 503    |
| 5.      | Andrea Vötter Marion Oberhofer        | Włochy            | 500    |
| 6.      | Marta Robežniece Kitija Bogdanova     | Łotwa             | 429    |
| 7.      | Dajana Eitberger Saskia Schirmer      | Niemcy            | 378    |
| 8.      | Ołena Steckiw Ołeksandra Moch         | Ukraina           | 346    |
| 9.      | Raluca Strămăturaru Carmen Manolescu  | Rumunia           | 293    |
| 10.     | Nikola Domowicz Dominika Piwkowska    | Polska            | 246    |

### Dwójki mężczyzn
| Miejsce | Zawodnicy                             | Reprezentacja     | Punkty |
| ------- | ------------------------------------- | ----------------- | ------ |
| 1.      | Tobias Wendl Tobias Arlt              | Niemcy            | 745    |
| 2.      | Mārtiņš Bots Roberts Plūme            | Łotwa             | 641    |
| 3.      | Thomas Steu Wolfgang Kindl            | Austria           | 615    |
| 4.      | Toni Eggert Florian Müller            | Niemcy            | 606    |
| 5.      | Hannes Orlamünder Paul Gubitz         | Niemcy            | 495    |
| 6.      | Yannick Müller Armin Frauscher        | Austria           | 454    |
| 7.      | Juri Gatt Riccardo Schöpf             | Austria           | 369    |
| 8.      | Ivan Nagler Fabian Malleier           | Włochy            | 355    |
| 9.      | Emanuel Rieder Simon Kainzwaldner     | Włochy            | 347    |
| 10.     | Zachary DiGregorio Sean Hollander     | Stany Zjednoczone | 341    |
|         |                                       |                   |        |
| 15.     | Wojciech Chmielewski Jakub Kowalewski | Polska            | 208    |

### Jedynki mieszane
| Miejsce | Reprezentacja       | Punkty |
| ------- | ------------------- | ------ |
| 1.      | Niemcy 1            | 270    |
| 2.      | Niemcy 2            | 240    |
| 3.      | Austria 2           | 216    |
| 4.      | Stany Zjednoczone 1 | 169    |
| 5.      | Austria 1           | 165    |
| 6.      | Łotwa 1             | 161    |
|         |                     |        |
| 18.     | Polska              | 52     |

### Dwójki mieszane
| Miejsce | Reprezentacja     | Punkty |
| ------- | ----------------- | ------ |
| 1.      | Niemcy 1          | 246    |
| 2.      | Niemcy 2          | 230    |
| 3.      | Austria           | 212    |
| 4.      | Łotwa 1           | 184    |
| 5.      | Włochy 1          | 175    |
| 6.      | Stany Zjednoczone | 162    |
|         |                   |        |
| 12.     | Polska            | 32     |

### Sztafety mieszane
| Miejsce | Reprezentacja     | Punkty |
| ------- | ----------------- | ------ |
| 1.      | Austria           | 445    |
| 2.      | Niemcy            | 440    |
| 3.      | Łotwa             | 275    |
| 4.      | Stany Zjednoczone | 255    |
| 5.      | Włochy            | 250    |
| 6.      | Ukraina           | 246    |
| 7.      | Rumunia           | 177    |
| 8.      | Kanada            | 96     |
| 9.      | Polska            | 89     |
| 10.     | Chiny             | 50     |